# Parides burchellanus
Parides burchellanus је врста лептира из породице једрилаца (лат. Papilionidae).

## Распрострањење
Бразил је једино познато природно станиште врсте.

## Станиште
Врста Parides burchellanus има станиште на копну.

## Угроженост
Ова врста је на нижем степену опасности од изумирања, и сматра се скоро угроженим таксоном.